# Marbres d'Elgin
Els marbres d'Elgin, marbres del Partenó o escultures del Partenó, exposats al Museu Britànic, són una col·lecció d'escultures de marbre que formaven part del Partenó, a Atenes.
Thomas Bruce, 7è comte d'Elgin, que fou ambaixador britànic en l'Imperi Otomà en el període 1799–1803, havia obtingut un molt controvertit permís de les autoritats otomanes per a treure les peces de l'Acròpoli.
El seu emplaçament actual és objecte de debat des de fa dècades, car el govern grec en demana la restitució, sense èxit.

## La història del Partenó
L'origen del Partenó es remunta a l'època en què Pèricles inicia, cap a l'any 450 aC, un programa constructiu que tenia com a objectiu l'embelliment de la ciutat d'Atenes. Aproximadament, les obres del temple es van iniciar al capdamunt de l'Acròpoli l'any 447 aC. L'any 438 aC, les parts més essencials del temple ja estaven construïdes, i va ser en aquest moment quan Fídies va col·locar-hi l'estàtua criselefantina de l'Atenea Pàrthenos. El temple va quedar completament acabat quan, l'any 432 aC, se'n van finalitzar els frontons i el fris. Els arquitectes ideòlegs del temple van ser Ictinos i Cal·lícrates. 

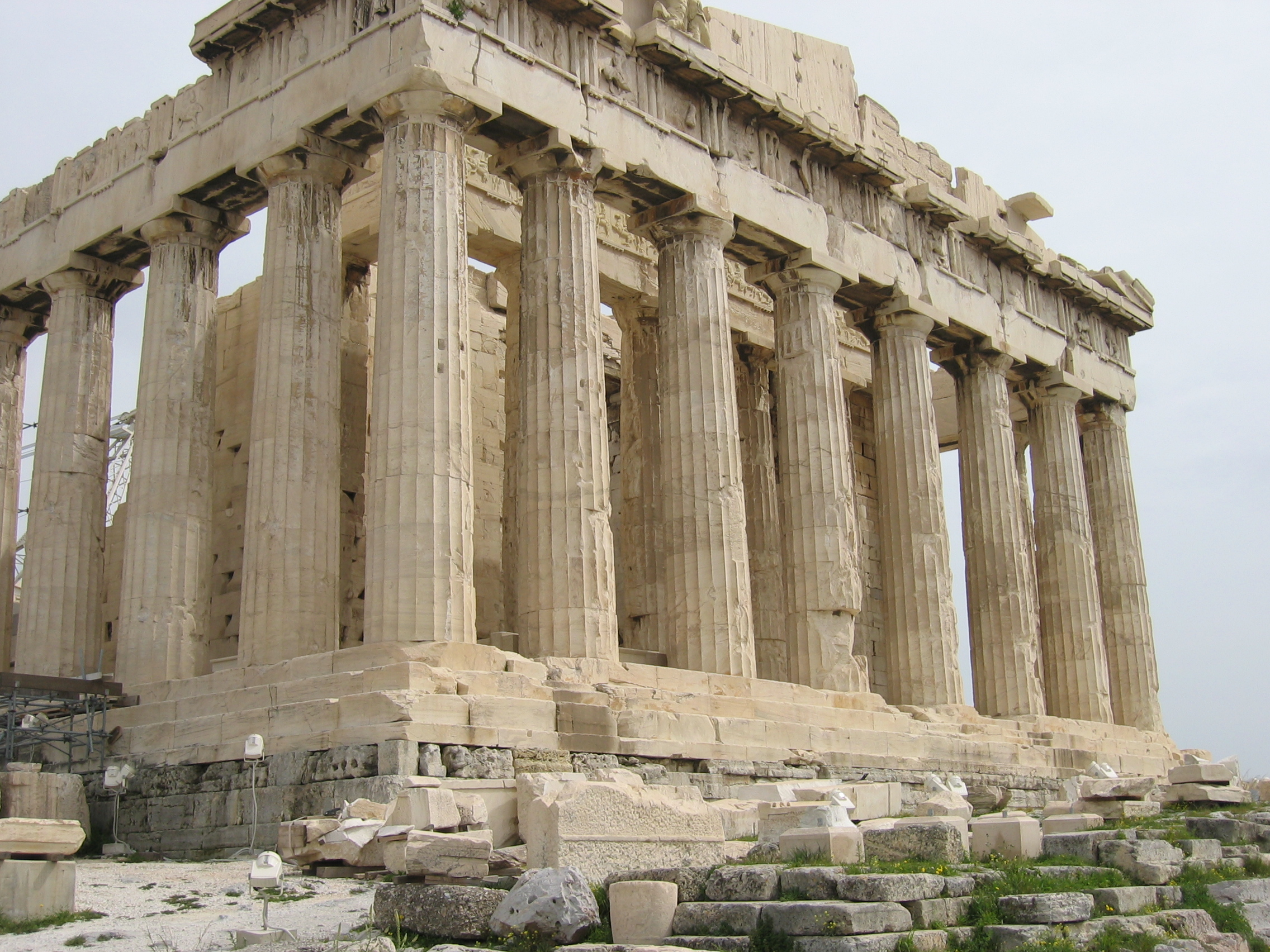
El Partenó d'Atenes.

El Partenó és un temple construït en marbre pentèlic, que presenta una estructura de perípter dòric amb 17 columnes als costats i 8 a les façanes. L'edifici és rectangular, amb dues cambres rematades als extrems per porxos de 6 columnes cadascú. La cambra gran, o naos, albergava l'escultura de Fídies, mentre que la petita tenia la funció de custodiar el tresor. El nom Partenó volia dir «cambra de les donzelles», és a dir, les servidores de la dea, i provenia originalment de la cambra petita. Finalment, el terme es va utilitzar per a designar tot el temple.
El temple s'aixeca sobre una plataforma que havia estat construïda pocs anys abans per suportar el temple que s'hi estava construint quan els perses van saquejar Atenes l'any 480 aC. Un dels trets més característics n'és la riquíssima decoració escultòrica que presentava, on destaquen sobretot les mètopes, el fris i els frontons.
Després que el Partenó estigués dedicat mil anys a Atenea, el triomf del cristianisme va fer que, al segle V dC, es reutilitzés l'edifici per convertir-lo en església durant un mil·lenni més. L'any 1458, els turcs otomans van conquerir la Grècia continental. Un cop van arribar a Atenes, van convertir el Partenó en una mesquita.
L'any 1674, l'ambaixador francès de Turquia, el marqués de Nointel, va visitar Atenes. Un dels seus artistes es va dedicar a dibuixar l'edifici i les escultures de la manera més fidel possible, sense reconstruir-ne cap de les parts. Pel que sembla, l'autoria podria ser de Jacques Carrey de Troyes, però és un tema que ha estat discutit. Els dibuixos es conserven a la Biblioteca Nacional de París i suposen un testimoni molt important d'abans del desastre que vindria a continuació.
L'any 1687, es va produir el més gran dels infortunis del Partenó. L'exèrcit venecià de Francesc Morosini havia posat setge a les tropes turques que s'havien refugiat a l'Acròpoli. En aquells moments, el Partenó exercia les funcions de polvorí i, el 26 de setembre del 1687, el Partenó va rebre l'impacte directe d'una bala de canó que el va deixar fet una runa..

## Els marbres d'Elgin: d'Atenes a Londres

### Ambaixada a Constantinoble i el procés de compra
Thomas Bruce va néixer el 20 de juliol del 1766, i el 1771 ja s'havia convertit en el setè comte d'Elgin i en l'onzè comte de Kincardine. La seva formació com a militar va començar com a portaestendard del Regiment d'Infanteria, però ben aviat va anar escalant posicions fins a arribar a comandar el seu propi regiment i a convertir-se en tinent coronel. L'any 1790, va rebre el títol de lord d'Escòcia, motiu pel qual va poder mantenir durant disset anys el seu escó a la Cambra dels Lords. La seva carrera diplomàtica es va iniciar com a ambaixador extraordinari de Viena el 1791, on va mantenir contactes amb Leopold II. El 1792, es va convertir en ambaixador de Brussel·les durant dos anys, mentre que els tres següents va passar a ser-ho de Berlín com a ministre britànic plenipotenciari a la Cort de Prússia. A l'edat de 32 anys, la seva perícia com a militar, polític i diplomàtic, és a dir, els tres atributs bàsics d'un noble, el van convertir en ambaixador extraordinari i ministre plenipotenciari del rei britànic a Constantinoble davant la Sublim Porta de Selim III, el soldà de Turquia.
L'any 1799, després de casar-se amb una jove provinent d'una família adinerada, anomenada Mary Nisbet de Dirleton, va posar-se en contacte amb l'arquitecte neoclàssic que li estava construint una casa a Broomhall, Thomas Harrison. Progressivament, la influència que Harrison va exercir sobre ell el va dur a la decisió d'iniciar un projecte que consistia a realitzar motlles de guix i dibuixos dels edificis d'Atenes, amb el propòsit de «beneficiar el progrés de les Belles Arts a la Gran Bretanya». Davant les negatives del govern a finançar el seu projecte i d'alguns artistes com J. M. W. Turner per contribuir-hi, lord Elgin contracta William Richard Hamilton i John Philip Morier perquè siguin els seus secretaris privats, i el reverend Philip Hunt per exercir les funcions de capellà.

Durant el seu viatge cap a Constantinoble, lord Elgin va fer escala a Palerm, lloc on va contractar el paisatgista Giovanni Battista Lusieri. Aquest, acompanyat per W. R. Hamilton, va viatjar a Nàpols i Roma per contractar la resta d'artistes que hi eren necessaris. Els artistes que finalment van ser escollits van ser el pintor Feodor Ivanovitch, Bernardino Ledus i Vincenzo Rosati per a la realització de motlles, i finalment els dos dibuixants d'arquitectura Vicenzo Balestra i Sebastian Ittar. Un cop reunits, l'equip va desembarcar a Atenes a l'agost de 1800.. 

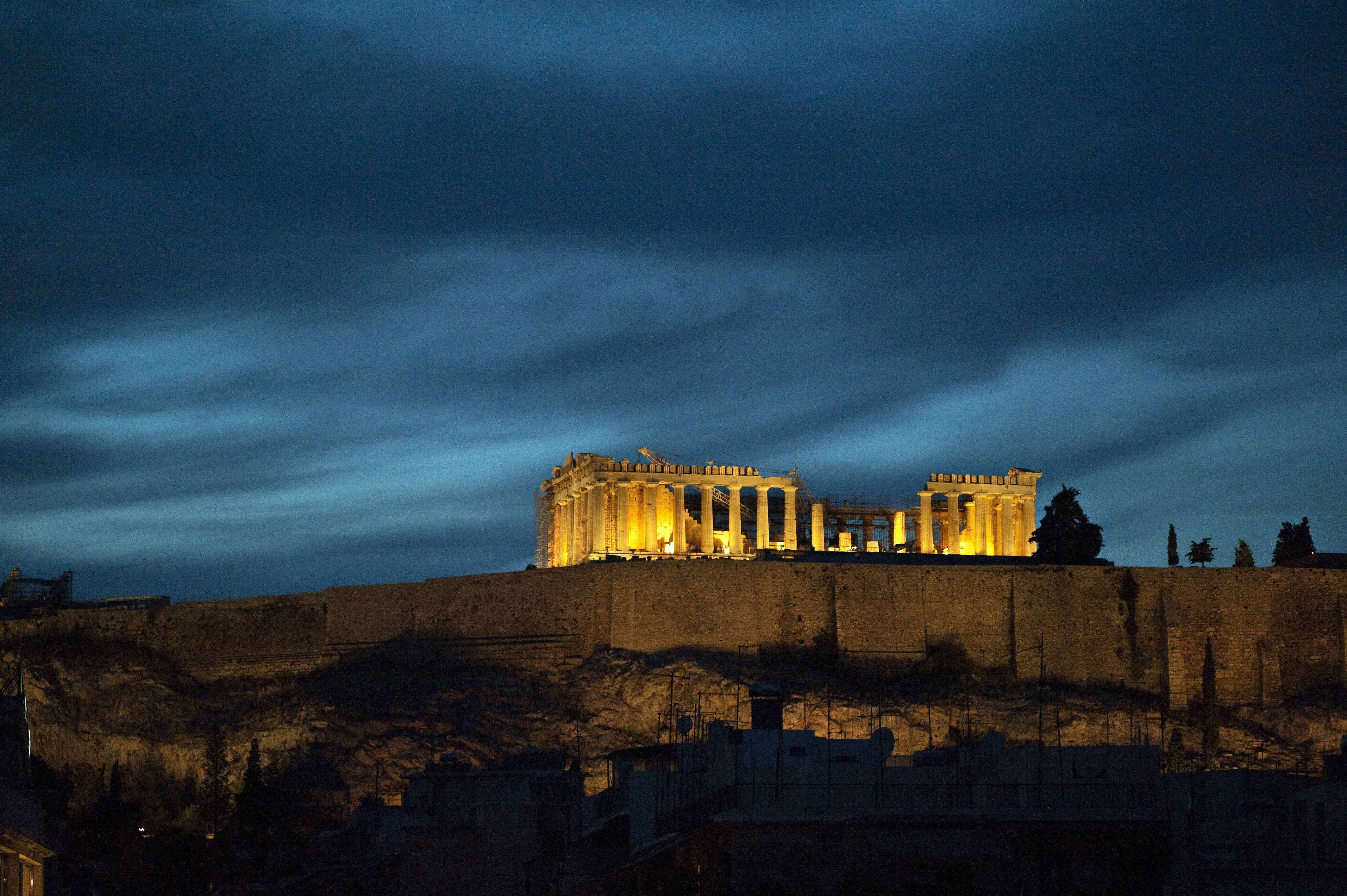
Vista panoràmica del turó de l'Acròpoli i del Partenó.

Un cop a Constantinoble, lord Elgin va rebre una calorosa cerimònia de benvinguda per part dels turcs, que semblaven no mostrar-hi cap mena de desconfiança. Va ser en aquest moment quan Elgin va comprar els seus primers marbres a les autoritats locals. Es tractava d'una estela amb una inscripció i d'una base esculpida amb les quals s'havia format un banc per seure. A més, va comprar també un escarabat de grans dimensions fet amb granit d'origen egipci, que avui es troba al Museu Britànic.
Com a conseqüència de les dificultats que va presentar el Disdar davant dels treballs dels artistes d'Elgin al Partenó, aquests van iniciar la realització de motlles a l'Hefesteion i al monument de Lisícrates. El cònsol britànic Logotheti, qui havia acollit els artistes sota la seva protecció, va escriure a Elgin perquè sol·licités a les autoritats atenenques un accés lliure a l'Acròpoli per als seus artistes. Tot i que va ser concedit al febrer de 1801, els turcs es van continuar negant perquè hi construïssin bastides.
A principis del 1801, Lusieri va viatjar a Constantinoble per reiterar a Elgin la necessitat d'aconseguir-ne un signant.Malgrat que Elgin el va aconseguir i el va enviar a Atenes, el document mai va arribar a la seva destinació i va desaparèixer en mans dels oficials otomans. Encara que no se sap amb certesa el que contenia escrit, segurament demanava permís per accedir a l'Acròpoli per tal de dibuixar, aixecar bastides i elaborar-ne motlles. El 16 de maig, Logotheti va escriure una carta a Elgin per informar-lo que el Disdar havia tancat l'Acròpoli perquè la flota francesa s'hi aproximava mentre avançava en el seu camí cap a Egipte.
El 14 de juny següent, Elgin va entaular-hi negociacions per aconseguir un nou signant que presentava una sèrie de canvis. En primer lloc, demanava el lliure accés als edificis de l'Acròpoli per poder dibuixar i modelar a plaer. En segon lloc, la possibilitat de construir bastides i excavar on desitgessin per trobar-ne noves estructures. Finalment, el canvi més radical amb relació a les demandes inicials era tenir la llibertat d'endur-se qualsevol escultura o inscripció que no interferís amb les obres o muralles de la ciutadella. L'oportuna derrota que l'exèrcit francès havia rebut a Egipte a mans dels britànics va comportar que el govern turc accedís a la petició. El 6 de juliol, Elgin va rebre el signant i el dia 22 de juliol Hunt ja havia desembarcat a les costes greques amb el preuat document. Tot i que no es conserva el document original en turc, es va realitzar una traducció coetània a l'italià que autoritzava a Elgin i els seus acompanyants a tot el que havien sol·licitat, motiu pel qual ja no van trobar cap més impediment per a modelar i dibuixar.

Després de rebre una carta d'Elgin, Lusieri va iniciar la tasca de col·leccionar tots els fragments de pedra que tinguessin representacions artístiques o inscripcions. El punt culminant es va produir al 31 de juliol de 1801, moment en què Hunt va rebre l'autorització per arrencar una mètopa del Partenó. A partir d'aquest moment i fins al juny de l'any següent, més de la meitat de les escultures del temple havien estat despreses. Es conserva una única versió del memoràndum de Hunt que va ser traduïda de l'anglès al turc i d'aquest a l'italià. Segons aquest document, la prohibició inicial de respectar els materials que depenguessin de les obres o de les muralles de la ciutadella va ser omesa, fet que va provocar una gran llibertat en els treballs dels artistes.

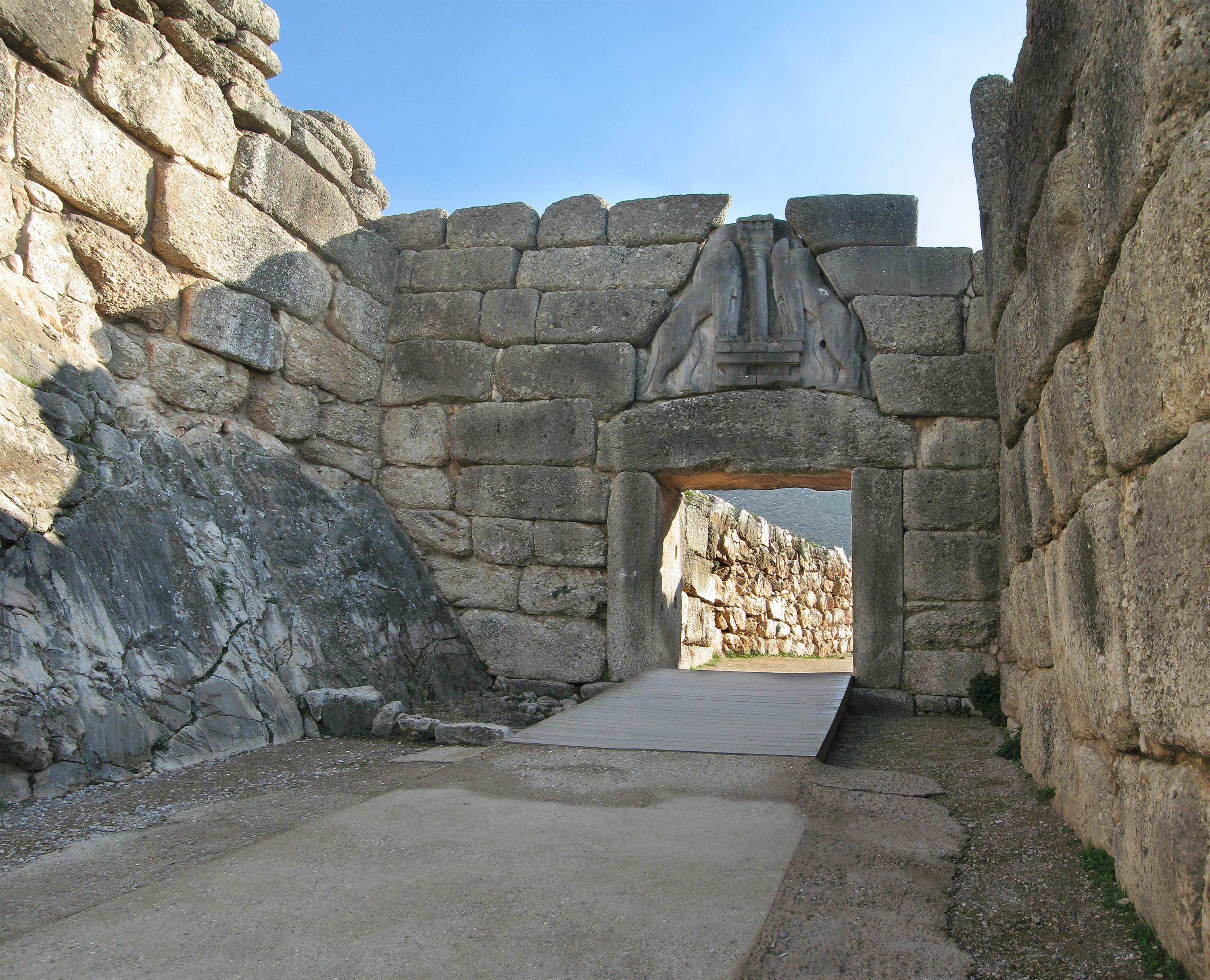
Porta dels Lleons de Micenes.

Abans de l'estada de lord Elgin a Grècia, que es va produir entre l'1 d'abril i el 15 de juny del 1802, moltes de les escultures ja havien embarcat i pres direcció a Anglaterra, dipositades en grans caixes. Els enviaments van continuar amb el transport de deu caixes de marbres i motlles cap a Alexandria a bord del Mentor, el bergantí d'Elgin. Alguns dels altres materials van ser enviats en els dos bucs de Sa Majestat, La Diane i el Mutine. Durant la visita dels Elgin per Grècia, Hunt va proposar endur-se també la Porta dels Lleons de Micenes, però finalment va desistir per les dificultats que comportava aquesta tasca..
El segon viatge del Mentor cap a Alexandria incloïa quatre blocs del temple d'Atenea Niké, blocs del fris del Partenó i un tros de marbre regalat per l'arquebisbe d'Atenes als Nisbet. El bergantí, que va salpar d'Atenes el 15 de setembre, no va arribar a la seva destinació, ja que es va enfonsar a l'entrada del port de Cerigo (actual Cythera). Tot i això, totes les caixes van poder ser recuperades finalment a l'octubre del 1804.
Entre els anys 1802 i 1803, els ajudants de lord Elgin van continuar adquirint elements escultòrics i arquitectònics de l'Acròpoli, entre els quals destaquen la colossal estàtua de Dionisos del Monument de Tràsil i una de les cariàtides del pòrtic sud de l'Erecteion. També es van encarregar de col·leccionar exemples de tots els detalls arquitectònics com ara capitells, bases, cornises, fragments de columnes, entre d'altres.
La finalització de l'ambaixada d'Elgin a Constantinoble va fer que, el gener de 1803, hagués d'abandonar la ciutat. Tot i això, la tasca de seguir enviant els marbres grecs en direcció a Anglaterra va quedar en mans de Lusieri, qui es va haver de quedar a Atenes. La seva feina va acabar a l'octubre de 1805, quan el Voivoda va prohibir definitivament l'extracció de materials i les excavacions en territori grec.
Durant la Pasqua del 1803, Elgin va viatjar a Roma per demanar a Antonio Canova la restauració de les escultures que havia anat adquirint, però aquest s'hi va negar rotundament afirmant que aquelles escultures no havien de ser intervingudes per cap artista, donat el seu gran valor. Quan Elgin va reprendre el viatge cap a Anglaterra va haver de passar per França, lloc on va ser retingut com a presoner de guerra pel conflicte entre aquests dos estats fins al 1806. Les últimes caixes que contenien marbres van salpar del port d'Atenes en un vaixell el 22 d'abril de 1811.

### Arribada dels marbres d'Elgin a Londres
Quan Elgin va arribar a Londres després del seu empresonament a França, es va instal·lar en una casa on va preparar un magatzem per guardar-hi les caixes que l'havien estat esperant durant el temps que havia estat captiu. Abans de la seva tornada, els marbres havien estat emmagatzemats a la casa de la duquessa de Portland, primer, i a la del duc de Richmond, més tard.
A partir del 1807, Elgin va permetre que algunes personalitats destacades poguessin gaudir dels marbres atenencs per tal de dur a terme el seu objectiu inicial, regenerar les arts a Gran Bretanya. Entre aquestes, destaca Richard Payne Knight, un reconegut col·leccionista i membre dels Dilettanti, que va afirmar que aquelles obres eren romanes. Alguns artistes del moment també van tenir l'oportunitat de veure les obres, entre els quals destaquen l'escultor John Flaxman, el president de la Reial Acadèmia, Benjamín West, el pintor Benjamin Robert Haydon, entre d'altres.
Els problemes econòmics d'Elgin havien augmentat amb les despeses durant el seu allotjament a Turquia. A més, el seu divorci va provocar que mai més tingués l'oportunitat d'heretar la riquesa dels Nisbet. Finalment, les gairebé 40.000 lliures que li havien costat l'assumpte dels marbres, sobretot l'adquisició i el transport, van fer que l'any 1810 es plantegés vendre’ls al govern.

Davant de l'interés del Museu Britànic per adquirir tan valuoses peces, Elgin es va posar en contacte amb Joseph Planta, el director de la biblioteca del museu i que, a més, tenia veu dins de la Cambra dels Comuns. Al cap d'un any de negociacions, Elgin va escriure a Hisenda per oferir la seva col·lecció a l'estat pel preu de 62.440 lliures, però el govern va recomanar al Parlament la compra dels marbres per un màxim de 30.000 lliures.. 

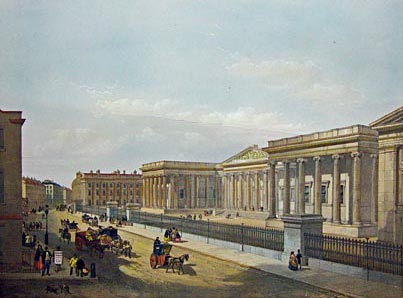
Museu Britànic cap al 1852, per W. Simpson.

Les dificultats que Elgin estava passant econòmicament van provocar que hagués de vendre la casa on s'havia instal·lat, fet que el va obligar a buscar un nou emplaçament per als marbres. Les peces van trobar una nova destinació gràcies al duc de Devonshire, la Burlington House. Tot i això, la sobtada mort del duc mentre es realitzava el trasllat va provocar que calgués esperar que el seu successor decidís continuar el transport dels marbres. El 1814, Elgin va invitar el reconegut arqueòleg i en aquells moments director del Louvre, Ennio Visconti, a contemplar la seva col·lecció, de la qual més tard escriuria grans elogis. Segons l'opinió de Visconti, no hi havia cap mena de dubte que les escultures del Partenó havien estat realitzades sota la direcció de Fídies.
El 8 de juny de 1815, Elgin va posar-se en contacte amb el canceller de l'Exchequer perquè l'afer dels marbres passés a mans d'un Select Comittee de la Cambra dels Comuns, que a la vegada s'hauria d'encarregar d'analitzar el procés d'adquisició de les peces i també de fixar el preu que hauria de pagar-ne l'estat. El canceller va aprovar-ne la proposta i va recomanar a Elgin que acudís al Parlament per argumentar la qüestió dels marbres, però finalment, la derrota de Napoleó a Waterloo va traslladar la qüestió dels marbres a l'any següent. Per aquesta raó, els marbres de lord Elgin van haver de romandre a Burlington House fins al febrer.
El febrer del 1816, Elgin va proposar les seves demandes al Parlament amb el suport del Príncep Regent. El Select Comittee va elaborar i publicar un informe transcendental on s'hi aplegaven, a més de les seves decisions, els arguments que havien aportat els diferents testimonis, entre els quals destaquen els d'Elgin. El Comitè també va entrevistar una sèrie d'artistes, entre els quals hi havia escultors, pintors i arquitectes, que van reconèixer el gran valor de les peces.
Les conclusions a què va arribar el Comitè van ser que Elgin havia adquirit els marbres amb el vistiplau de les autoritats turques i que, tot i el seu nomenament com a ambaixador, la col·lecció de peces s'havia realitzat com a ciutadà privat. Pel que fa al valor monetari, Elgin es va endur un gran descontentament quan el Comitè va apuntar que voltava les 35.000 lliures, però es va veure obligat a acceptar.
Finalment, l'informe va ser votat el juny del 1816 a la Cambra dels Comuns i va ser aprovat per 82 vots a favor i 30 en contra. El Parlament va aprovar la llei per fer que els marbres passessin d'Elgin a l'estat i aquests es van dipositar al Museu Britànic.

### Els marbres al Museu Britànic i la seva presentació
El 1816, es van traslladar els marbres des de la seva última destinació, Burlington House, al Museu Britànic. Per tal de trobar un emplaçament dins del museu, es va habilitar la galeria temporal que s'havia fet per albergar el fris Bassae. La sala temporal es va obrir al públic l'any següent i es va mantenir sense canvis durant catorze anys. Quan es va produir l'obertura al públic el Museu Britànic, va aplegar un nombre d'espectadors més gran que mai, i arribà a xifres de més de mil persones en un sol dia. El 1835, tota la col·lecció de marbres va poder ser traspassada en una nova galeria permanent, que es va batejar amb el nom d'El Saló Elgin, on la majoria d'escultures van romandre fins al 1961.
Entre 1857 i 1869, els frontons es van separar de la col·lecció per situar-los en una nova galeria, però a partir del 1869, tots els marbres que provenien del Partenó es van reunificar al Saló Elgin fins al 1939. Durant aquest període, la distribució de les peces gairebé no va sofrir canvis i es va intentar que tots els marbres estiguessin visibles. A més, algunes de les peces que havien estat en possessió d'altres persones també s'hi van afegir. La col·lecció es va ampliar també amb motlles de peces que es trobaven en altres museus. Aquesta idea va servir als experts, però el fet de combinar-hi originals i motlles de guix va dur a la confusió dels visitants que no disposaven de coneixements sobre el tema. A més, el gran nombre de maquetes, fotografies, dibuixos i diagrames disposats en un espai reduït provocava que la sala quedés atapeïda i que, a més, alguns objectes dificultessin la visibilitat d'altres.

Com a conseqüència d'aquests problemes, lord Duveen va proposar, en un informe del 1918 per a la Reial Comissió dels Museus Nacionals i Galeries, la construcció d'una nova sala que costejaria ell mateix. El museu va acceptar la generosa oferta i, l'any 1930, l'arquitecte John Russell Pope va dirigir el projecte. Les obres es van iniciar el 1936 i es van acabar el 1938, però no es va poder inaugurar la sala a causa de l'inici de la guerra. La possibilitat que les obres es malmetessin a causa dels atacs de l'aviació va provocar que, en un primer moment, es cobrissin amb unes estructures de fusta, ferro i sacs d'arena dins de la mateixa sala. Més tard, el fris es va traslladar al refugi del metro de Londres per qüestions de seguretat, i els frontons i les mètopes es van dipositar al soterrani del museu. En cas de no haver estat així, les peces haurien estat víctimes de la guerra, ja que l'any 1940 la nova galeria Duveen va sofrir importants desperfectes.. 

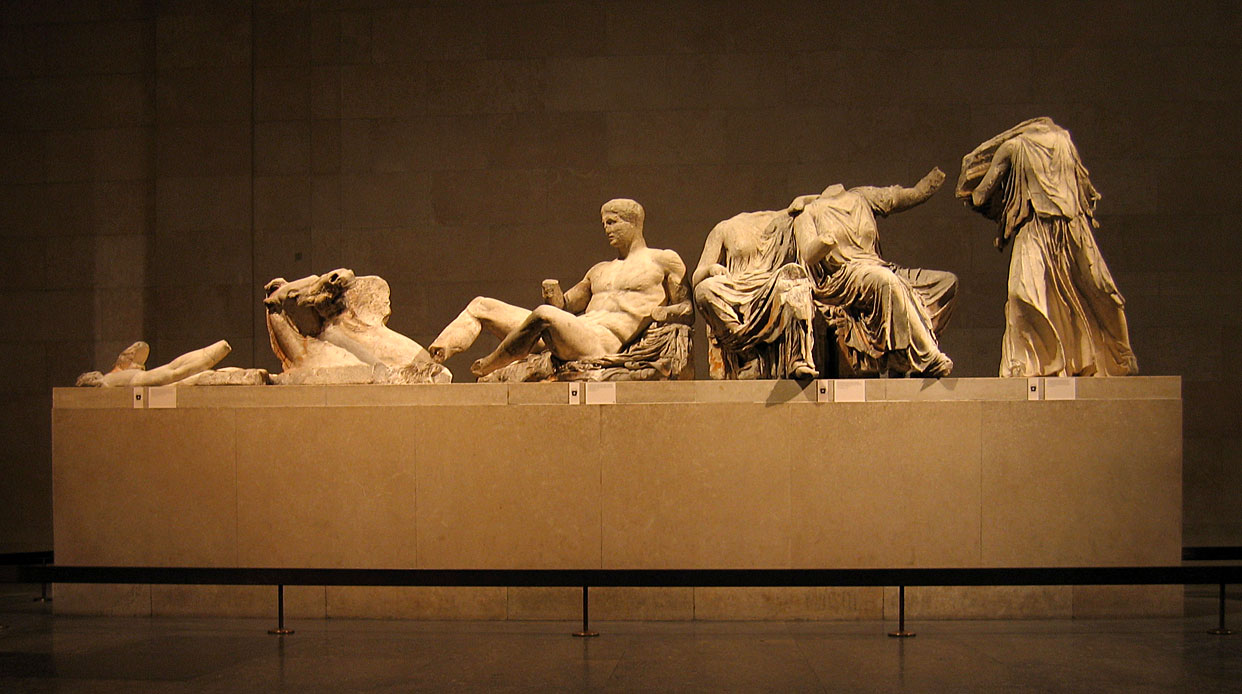
Disposició de les escultures del frontó est al Museu Britànic.

Una de les primeres decisions que es van prendre abans de tornar a disposar les escultures a la sala, que encara es trobava en mal estat, va ser la de situar els motlles en una sala a part per millorar-ne la distribució. El 1949, es va obrir una avantsala on es van destinar les maquetes, els cartells explicatius i tota la resta d'elements que anteriorment havien dificultat la contemplació dels marbres.
La reparació de la sala Duveen no es va inciar fins al 1960 i va durar un any. L'exposició es va poder inaugurar l'any 1962, després que se situessin els marbres en les seves noves posicions. Des de llavors, el fris està exposat al llarg de la galeria central, mentre que les mètopes i les escultures dels frontons es troben als extrems d'aquesta. A l'entrada, hi ha dues sales més petites. La meridional presenta informació sobre el Partenó i la col·lecció d'Elgin, mentre que la septentrional, construïda més tardanament, el 1975, exposa els fragments escultòrics que necessiten explicacions addicionals a causa del seu mal estat i també els dibuixos i les fotografies.

## Descripció dels marbres del Partenó al Museu Britànic

### Les mètopes

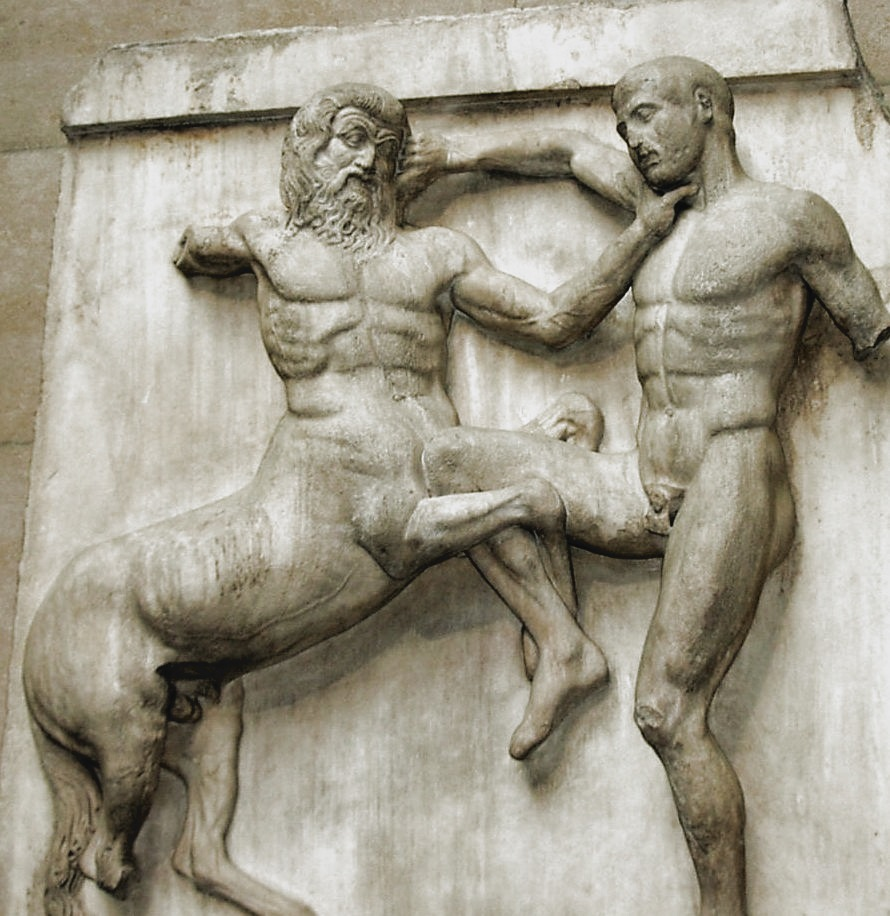
Mètopa 31 del costat sud del Partenó. Lapita lluitant contra un centaure. Museu Britànic de Londres.

De les 92 mètopes que decoraven el fris exterior del Partenó, 14 d'aquestes van ser arrancades per Elgin del costat sud i avui es troben al Museu Britànic. Les mètopes van ser realitzades en alt relleu i totes mesuraven 1,20 metres d'altura, mentre que l'amplada oscil·lava sempre al voltant d'1,25 metres. Pel que fa a l'execució, es creu que es van esculpir abans de ser col·locades entre els tríglifs, per la dificultat que hauria comportat treballar a 13 metres d'altura i amb l'impediment de la cornisa. La gran diversitat estilística que presenten s'explica per les diferències d'edat i procedència de l'elevat nombre d'escultors que hi va caldre.
Les mètopes dels diversos costats presenten programes iconogràfics diferenciats i escollits amb diversos propòsits. Pel que fa a les de la façana principal o del costat est, on hi havia l'entrada en direcció a l'Atenea de Fídies, representen la gigantomàquia o lluita dels déus olímpics contra els gegants. La façana occidental s'ha interpretat com una amazonomàquia o lluita dels grecs contra les amazones. Cal destacar, però, que l'alt grau de degradació que presenten les mètopes d'aquest costat evidencia que, en cas que els enemics fossin homes, segurament es tractaria de la lluita dels grecs contra els perses.
Una gran part de les mètopes dels costats nord i sud van ser destruïdes en l'explosió de l'any 1687, però gràcies als dibuixos atribuïts a J. Carrey han pogut ser reconstruïdes. En algunes de les mètopes del costat nord, s'hi veuen representades escenes de la Guerra de Troia; però, amb l'arribada dels cristians iconoclastes, moltes en van ser eliminades de manera voluntària. Casualment, una de les mètopes devia ser confosa per l'Anunciació, motiu pel qual va ser conservada.
Les mètopes del costat sud es van poder salvar d'aquesta destrucció intencionada segurament per la seva posició més amagada. Les mètopes que s'han conservat i que més tard seria Elgin qui les col·leccionaria representen una centauromàquia o lluita contra els centaures. Alguns estudiosos consideren que es tracta de la lluita dels centaures contra els lapites.

### El fris
El fris del Partenó va ser esculpit en l'interior del vestíbul al llarg dels quatre costats que conformen el temple. Una de les característiques principals d'aquest element és que, a diferència de l'ordre arquitectònic dòric de tot l'edifici, s'articula mitjançant l'ordre jònic mitjançant una sèrie de baixos relleus continus, és a dir, sense tríglifs ni mètopes.
Originalment, el fris mesurava 160 metres de llargada, però actualment només se'n conserven 128. D'aquests, un 60 per cent formen part avui en dia de la col·lecció del Museu Britànic i la gran majoria d'aquests constitueixen el que avui es coneix com els marbres d'Elgin. La resta del fris es troba majoritàriament a Atenes, però també repartit entre les col·leccions de París, Roma, Palerm, Viena i Heidelberg..

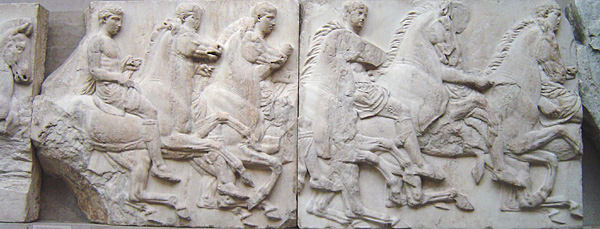
Fragment del fris del Partenó. Museu Britànic de Londres.

Tot i les controvèrsies que va generar l'autoria del fris, avui en dia no hi ha dubte que el fris és producte del disseny individual de Fídies, a jutjar per l'intel·lecte superior que demostra. Fídies no va prendre part del treball pràctic, que es va assignar a un equip de treballadors, dels quals, se'n poden diferenciar les diverses mans. La seva gran uniformitat artística demostra que va necessitar molta cura i control. 

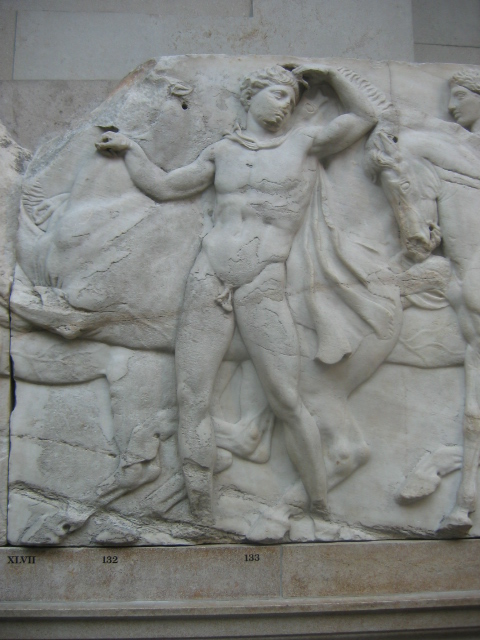
Detall del fris oest del Partenó. Museu Britànic de Londres.

L'explicació d'aquesta unitat estilística que es pot observar tant al fris interior com als frontons, però no en les mètopes del fris dòric exterior, podria explicar-se perquè aquest va haver de fer-se abans del 438 aC, ja que aquesta és la data en què va consagrar-se el temple. Per tant, com que la teulada ja havia d'estar posada, les mètopes que formaven part del fris, també. En el cas del fris interior i els frontons, podrien ser una obra posterior, en un moment en què els talladors ja havien consolidat un «estil propi del Partenó», gràcies a haver treballat junts tant de temps.
El fris és producte de generacions d'experimentació i, tenint en compte que va ser iniciat després del 438 aC, devia estar acabat al 432 aC. Un cop acabat, va representar el millor exemple d'escultura en baix relleu que es podia trobar a Grècia i va popularitzar aquest gènere artístic.
El fris representa una processó disposada en dues parts desiguals. Les dues començaven des de la cantonada sud-oest, però una d'aquestes realitzava un recorregut més llarg. La disposició estava realitzada en funció del recorregut lògic que feien els visitants, ja que després d'accedir a la sala més petita, calia vorejar el fris per arribar a la sala que contenia l'escultura d'Atenea de Fídies. El recorregut passava per sota del costat nord, el més important, ja que era per on passaven les processons festives que conduïen les víctimes animals a l'altar que se situava al costat oriental de l'Acròpoli. La distribució realitzada per Fídies feia que la processó es realitzés d'oest a est, acompanyant la munió de gent en la seva direcció.
Les figures que integren les dues parts del fris es disposen en diversos grups. El costat occidental mostra genets per parelles o de manera individual. La seva direccionalitat és de sud a nord, però algunes de les figures estan tombades en direcció oposada, remetent al fris paral·lel on hi ha l'altra processó.
El fris del costat nord dona continuïtat a l'occidental i hi té esculpits genets que representen la meitat de les figures. Al seu davant, hi ha carros i figures a peu que fan una processó, entre els quals es troben ancians, músics, portadors de càntirs i plates i, finalment, els conductors dels xais i les vaques que s'han de sacrificar.
Tombant al costat oriental, apareixen figures femenines que duen recipients per a les libacions del sacrifici. Al seu davant, se situen els mestres de la cerimònia per rebre-les. Més endavant, hi ha figures masculines alienes a aquestes, que porten bàculs i conversen. La seva identitat no està del tot clara, ja que se’ls ha identificat com a herois de l'Àtica, magistrats o dignataris sobre els quals recau la responsabilitat de la processó. Al seu davant, hi ha les divinitats sedents representades amb majors dimensions. Es disposen en ambdues direccions per poder rebre les dues processons que venen des de direccions diferents, una del nord i l'altra del sud.
La part meridional segueix una estructura semblant a la nord. La situació dels déus entre les dues processons fa que aquestes no s'acabin trobant. Entre les divinitats s'hi troben dos adults, dues noies joves i un nen que participen en el ritual del peple, la tela que es teixia cada quatre anys per a l'estàtua d'Atenea.
L'escena del fris representa el final de les festes quadriennals conegudes com a Grans Panatenees, on una processó portava el peple fins al cim de l'Acròpoli, el 28 d'hecatombeu, per celebrar el naixement de la dea Atenea.

### Els frontons

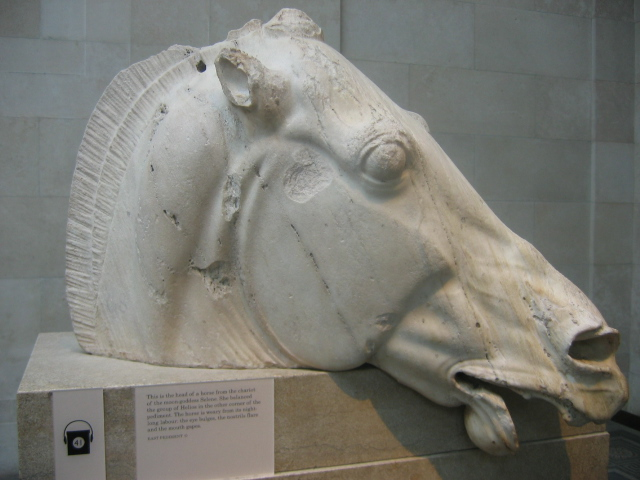
Detall del frontó est del Partenó. Museu Britànic de Londres.

Les escultures dels frontons van ser les últimes a ser esculpides i la seva realització coincideix amb la primera cerimònia d'ofrena a Atenea del 438 aC. Les escultures dels frontons, que segurament van estar acabades per complet l'any 432 aC, sumaven un total de 50 figures d'unes dimensions superiors a les del natural.
Mitjançant la guia de Grècia de Pausànies, s'ha pogut conèixer els temes que es representaven en els dos frontons. El del costat oest mostrava la disputa entre Atena i Posidó pel domini de l'Àtica, mentre que el del costat est representava el naixement d'Atenea.
Entre la col·lecció de marbres que Elgin va endur-se, s'hi troben els tors de Posidó i Atenea. També s'hi han pogut identificar el riu Ilissos, una figura reclinada que s'ha identificat amb Dionís, dues figures femenines que podrien ser Demèter i la seva filla Persèfone, entre d'altres.

## La damnificació dels marbres
Els marbres del Partenó han estat víctimes de nombrosos danys que no es limiten únicament al desgast ocasionat pel pas del temps, sinó a agressions produïdes pels diversos esdeveniments històrics que envolten el seu llarg recorregut en el temps, incloent-hi també les vicissituds del Partenó.
En primer lloc, cal destacar que, en el moment de transformació del temple en església durant el segle v, s'hi va afegir un absis que va comportar la destrucció d'una part del fris oriental. Segurament, les figures centrals que van desaparèixer en aquesta secció del fris van ser retirades en aquest moment. A més, moltes de les mètopes que formaven part dels costats nord, est i oest van ser fragmentades de manera voluntària. Més tard, els murs van ser perforats per tal que el temple disposés de finestres i es va aixecar una torre de campanar a la part occidental de l'edifici.
Durant la conquesta turca d'Atenes l'any 1458, la conversió del Partenó en mesquita va comportar que la torre del campanar anteriorment construïda es convertís en un minaret. De tota manera, l'estructura de l'edifici no va sofrir cap més canvi.
El gran desastre es va produir l'any 1687, quan el general venecià Francesc Morosini va ordenar bombardejar el temple on s'hi refugiava la guarnició turca. L'explosió de la pólvora que contenia a conseqüència de la seva funció de polvorí va enderrocar-ne tots els murs menys els situats a la part oriental. La destrucció d'aquests elements de suport va comportar que també caigués el fris, algunes columnes dels costats sud i nord, la teulada i gairebé la meitat de les mètopes d'ambdós costats. Les accions de Morosini no es van limitar a aquests fets, sinó que també va intentar arrancar les escultures que decoraven la part central del frontó occidental, causant-hi danys severs.
Més tard, el mateix Morosini va restablir l'Acròpolis als turcs, però el Partenó estava en unes condicions pèssimes. La part central del temple va ser convertida en mesquita i, tot i que van respectar les estructures i els elements que no havien estat enderrocats, van deixar els que havien caigut a la seva sort. Això va comportar que molts lladres s'enduguessin gran part dels elements que estaven escampats per l'exterior de l'edifici.
Durant el segle xviii, molts viatgers occidentals van visitar el Partenó. Si bé és cert que alguns ho van fer amb la intenció de dibuixar les restes del temple, alguns altres es van dedicar a subornar les autoritats locals a canvi d'endur-se'n elements escultòrics que encara estaven escampats.
Entre els casos més coneguts, hi ha el de Louis-François-Sébastien Fauvel, el representant del comte de Choiseul-Gouffier, qui exercia com a ambaixador francès a Constantinoble. De la mateixa manera que Elgin, el comte havia aconseguit un signant que li permetia realitzar-ne també motlles i dibuixos. Tot i això, les indicacions que va donar a Fauvel eren molt diferents, ja que li va encarregar col·leccionar-ne totes les escultures i elements de marbre que pogués. A diferència d'Elgin, les escultures que el francès va poder aconseguir no van poder sortir d'Atenes a causa de l'oposició de les autoritats turques. Tot i això, va aconseguir subornar els turcs per endur-se'n una placa del fris oriental i una mètopa que, finalment, van poder ser dipositades al Louvre.

## El debat sobre la localització dels marbres
Durant l'època en què l'Imperi Otomà havia pres possessió per la força de Grècia, el debat sobre el retorn dels marbres d'Elgin a la seva terra natal no donava lloc a discussions. El poc valor i la falta de protecció que els otomans van donar als marbres es reflectia en els permisos que havien donat i en els suborns que havien acceptat perquè els marbres passessin a la possessió dels diversos viatgers que freqüentaven Grècia. L'any 1816, van tenir lloc els debats sobre el cas dels marbres d'Elgin. Alguns dels presents van destacar la importància de mantenir les escultures segures a Londres fins que les autoritats gregues es veiessin preparades per acollir-les en les condicions adequades, moment en què els marbres haurien de ser retornats al seu lloc d'origen.

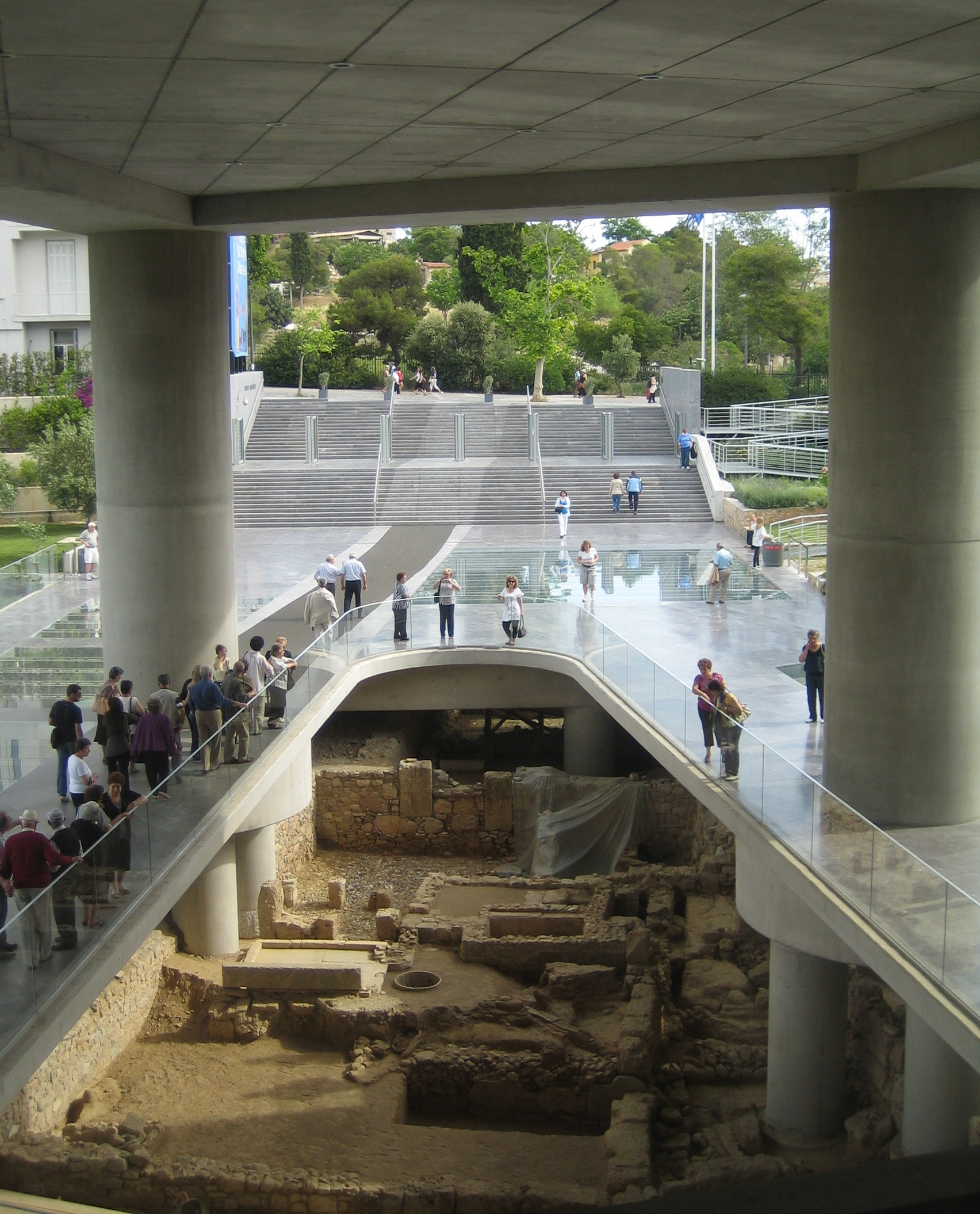
Entrada al Museu de l'Acròpoli d'Atenes.

L'arribada d'un nou i modern estat grec, l'any 1833, va fer que la qüestió dels marbres es convertís en un afer de molta rellevància. La seva visió dels fets era que les antiguitats manllevades de Grècia eren de la seva propietat i havien estat robades per un ambaixador estranger que havia fet un tracte amb les forces d'ocupació. Si bé molts consideraven que els actes d'Elgin havien estat fonamentals per al salvament dels marbres, també creien que les noves circumstàncies eren les idònies perquè les peces tornessin a Grècia.
K. S. Pittakis, el primer arqueòleg clàssic grec, va publicar la primera guia d'antiguitats d'Atenes, en què va reclamar els marbres d'Elgin: 
| «                                     | (Francès) Je crois que dans l'état d'independance où nous entrons, nous aurons le droit de réclamer auprès de la nation Anglaise les chefs d'oeuvres de nos ancétres, pour les remettre à la place que le divin Phidias leur avait choisie. | (Català) Jo crec que, en l'estat d'independència en què estem entrant, tindrem dret a reclamar a la nació anglesa les obres mestres dels nostres avantpassats per tornar a posar-les al lloc que el diví Fídies va escollir per a aquestes. | » |
| — St. Clair, Lord Elgin & the marbles | | |   |

A partir d'aquest moment, les peticions de retorn per part del govern grec es van convertir en una constant. L'any 1864, amb el retorn de la Gran Bretanya de la sobirania de les Illes Jòniques a Grècia, se'n va sol·licitar un nou retorn. Més tard, el 1890, el ministre grec a Londres, Ioannes Gennadios, va demanar que almenys fossin retornats els fragments arquitectònics, però l'únic que van rebre els atenesos van ser motlles de guix. La caiguda de França, el 1940, va provocar que el govern britànic preparés una pla per retornar els marbres a Grècia, però només amb la condició que aquests es resistissin a la invasió dels exèrcits alemany i italià. Més tard, la insurrecció xipriota va fer que el govern britànic insinués als grecs que el retorn dels marbres es podria fer factible si col·laboraven a sufocar les revoltes que s'havien iniciat contra el govern colonial britànic.
Durant el segle xix, els grecs afirmaven que les escultures només podien ser contemplades correctament al seu emplaçament original. Pel que fa a la banda britànica, afirmaven que els marbres havien estat adquirits de manera totalment legal. A més, consideraven que la seva seguretat estava més garantida si es quedaven a Londres que no pas si tornaven a Atenes i, també, que si es quedaven al Museu Britànic podrien ser més ben estudiades i observades per les persones interessades. Tot i això, en els últims anys, s'ha comprovat que els antics arguments britànics que afirmaven que el govern grec no tenia ni els recursos, ni l'espai museístic, ni la capacitat per a protegir, conservar i difondre el marbres grecs, ja no són útils. Actualment, les fundacions i l'assessorament internacionals fan que Grècia sigui tan apte com qualsevol altre estat per a complir aquests requisits.
Tot i l'existència de la Convenció sobre les Mesures de Prohibició i Prevenció d'Importacions, Exportacions i Transferència de Propietat Il·lícita de Béns Culturals de la UNESCO, aquesta no té efecte retrospectiu, i encara que el tingués, és molt dubtós que els marbres d'Elgin disposessin d'aquesta cobertura.
Pel que fa al bàndol que considera que els marbres estan al lloc correcte, han hagut de canviar-ne els arguments. Actualment, la seva defensa es basa en el fet que, si els marbres són retornats a Grècia, tots els museus del món es veurien obligats a retornar els seus objectes als països d'origen, fet que dispersaria totes les col·leccions del món i la recerca es veuria afectada. Quan, l'any 1986, Melina Mercouri, en aquells moments ministra del cultura del govern grec, va demanar el retorn dels marbres, l'exdirector David Wilson va afirmar pel canal de televisió de la BBC aquesta extrema sentència: 
| «                             | (Anglès) To rip the Elgin Marbles from the walls of the British Museum is a much greater disaster than the threat of blowing up the Parthenon... I think this is cultural fascism. It’s nationalism and it’s cultural danger, enormous cultural danger. If you start to destroy great cultural institutions, you are culturally fascist. | (Català) Treure els marbres d'Elgin de les parets del Museu Britànic és un desastre molt més gran que l'amenaça de fer esclatar el Partenó ... Crec que això és feixisme cultural. És nacionalisme i és perill cultural, un enorme perill cultural. Si comenceu a destruir grans institucions culturals, sou culturalment feixistes. | » |
| — Hitchens, The Elgin Marbles | | |   |

Actualment, la construcció del Museu de l'Acròpoli ofereix l'oportunitat de tornar a unir els fragments de marbre del Partenó que avui es conserven al Museu Britànic de Londres. Aquest fet comporta que la possessió dels marbres del Partenó per part del Museu Britànic hagi perdut tot el seu sentit, ja que actualment Atenes disposa d'un museu que compleix els requisits indispensables que anteriorment se li havien reclamat. És per aquest motiu que la permanència de les peces a Londres ja no pot ser defensada mitjançant els antics arguments que havien privat els grecs de veure com els marbres originals retornaven a la seva terra natal. Avui dia, el debat sobre la localització dels marbres continua molt vigent, sobretot perquè les peticions gregues de retorn augmenten progressivament i únicament obtenen com a resposta les negatives britàniques que s'aferren a la idea de continuar conservant els marbres originals al Museu Britànic.